# 萊納斯·鮑林
萊納斯·卡爾·鮑林（英語：Linus Carl Pauling；1901年2月28日—1994年8月19日）是美國化学家，量子化學和結構生物學的先驱者之一。

#### 获诺贝尔奖
1954年因在化學鍵方面的工作取得诺贝尔化学奖。1963年因反對核彈在地面測試的行動获得1962年度的诺贝尔和平奖。
由於在1962年的決選過程中，挪威諾貝爾委員會認為當年的提名者均不符合阿爾弗雷德·諾貝爾遺囑中所概述的標準。根據諾貝爾基金會的章程，在這種情況下，可以將諾貝爾獎保留到第二年，然後再應用該章程。 因此，一年後的1963年，萊納斯·鮑林獲得1962年諾貝爾和平獎，成為获得不同诺贝尔奖项的兩人之一（另一人為瑪麗·居禮）；也是唯一一位獨立獲頒兩次諾貝爾獎的得主。

#### 学术贡献
其後他主要的行動為支持維他命C在醫學的功用。
鮑林被认为是20世纪对化学科学影响最大的人之一，他所撰写的《化学键的本质》被认为是化学史上最重要的著作之一。
他以量子力學入手分析化學問題，結論卻以直觀、淺白的概念重新闡述，即便未受量子力學訓練的化學家亦可利用準確的直觀圖像研究化學問題，影響至為深遠，比如他所提出的許多概念：电负度、共振論、价键理论、混成軌域、蛋白质二級結構等概念和理论，如今已成為化学領域最基础和最广泛使用的觀念。

## 生平
鮑林於1901年2月28日在美国俄勒冈州波特兰市一个贫苦家庭出生，鲍林的父亲是一位药剂师，母亲则患有严重的抑郁症。幼年的鲍林对父亲的工作非常感兴趣，常观察父亲配制药物，直到鲍林的父亲於1910年病故，人们认为这一时期父亲潜移默化的影响奠定勒鲍林日后走上化学科学研究道路的基础。

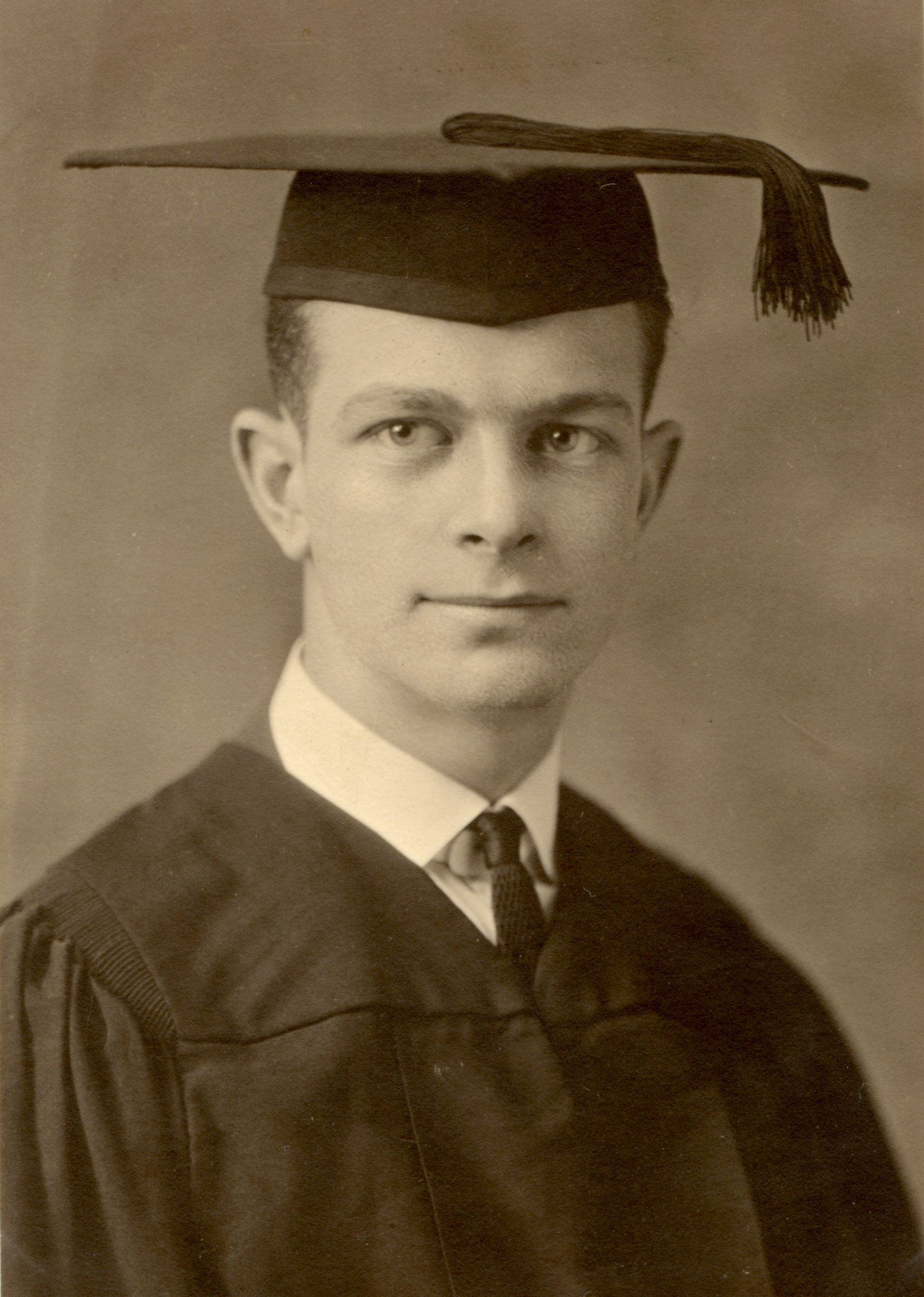
鮑林的大學畢業照

1914年鲍林進入波特蘭的華盛頓高中，高中的求學過程對鮑林影響深遠，受到好友的啟發，鮑林開始對化學產生濃厚的興趣。1917年家境贫寒的鲍林进入俄勒冈农学院（今俄勒冈州立大学）攻读化学工程专业，1922年他获得学士学位。大学毕业后鲍林申请了加州理工学院的研究生，洽逢美国物理化学学者诺伊斯（Arthur Noyes）刚刚从麻省理工学院来到加州理工学院，鲍林加入了诺伊斯的研究团队，从事X-射线衍射法晶体结构的研究。在加州理工学院，鲍林接触到了热力学、统计力学、动力学、量子力学等物理化学和物理学的基础理论。1925年鲍林以最优等成绩获得物理化学和数学物理博士学位，毕业后的鲍林前往欧洲留学，当时的欧洲是量子理论发展的中心，鲍林在那里接触到了当时物理学界和物理化学界的顶尖人物。1927年，鲍林返回美国，哈佛大学和加州理工学院争相聘请他担任教职，哈佛大学甚至同意依照鲍林的意思建立一个量子化学系，而在那个时代，量子化学还是世人闻所未闻的概念。但是鲍林最终选择了加州理工学院，他在加州理工开设的第一门课程是“波动力学及其在化学上的应用”后来他将这门课的讲义整理成文，于1935年出版了《量子力学导论——及其在化学中的应用》这是历史上第一本以化学家为读者的量子力学教科书。鲍林在加州理工学院一直工作到1963年，其间获得了1954年诺贝尔化学奖。1963年－1967年鲍林供职于加州圣巴巴拉民主学院研究中心1967年－1969年任职于加州大学圣迭戈分校化学系，1969年－1973年任职于斯坦福大学，1973年之后，任职于以他名字命名的鲍林科学和医学研究所直到1994年逝世。

## 学术贡献

### 杂化轨道理论
鲍林自1930年代开始致力于化学键的研究，1931年2月发表价键理论，此后陆续发表相关论文，1939年出版了在化学史上有划时代意义的《化学键的本质》一书。这部书彻底改变了人们对化学键的认识，将其从直观的、臆想的概念升华为定量的和理性的层次，在该书出版后不到30年内，共被引用超过16000次，至今仍有许多高水平学术论文引用该书观点。由于鲍林在化学键本质以及复杂化合物物质结构阐释方面杰出的贡献，他赢得了1954年诺贝尔化学奖。
鲍林对化学键本质的研究，引申出了广泛使用的杂化轨道概念。杂化轨道理论认为，在形成化学键的过程中，原子轨道本身会重新组合，形成杂化轨道，以获得最佳的成键效果。根据杂化轨道理论，饱和碳原子的四个价层电子轨道，即一个2s轨道和三个2p轨道可线性组合为四个完全对等的sp3杂化轨道，量子力学计算显示这四个杂化轨道在空间上形成正四面体，从而成功的解释了碳的正四面体结构。

### 电负性
鲍林在研究化学键键能的过程中发现，对于同核双原子分子，化学键的键能会随着原子序数的变化而发生变化，为了半定量或定性描述各种化学键的键能以及其变化趋势，鲍林于1932年首先提出了用以描述原子核对电子吸引能力的电负性概念，并且提出了定量衡量原子电负性的计算公式。电负性这一概念简单、直观、物理意义明确并且不失准确性，至今仍获得广泛应用，並可定性描述氫鍵。如今電負性是描述元素化学性质的重要指标之一

### 共振理論
鲍林为了求解复杂分子体系化学键的薛定谔方程，使用了变分法。在原子核位置不变的前提下，提出分子体系所有可能的化学键结构，写出每个结构所对应的波函数，将体系真实的波函数表示为所有可能结构波函数的线性组合，经过变分法处理后，得到体系总能量最低的波函数形式。為了便於以化學結構式表達，圖像地解释这种计算结果的物理意义，鲍林提出共振理論，体系的化学键结构表示为若干种不同结构，電子是在不同化学键结构之间共振的。但這並不表示實際分子結構在不同時間下有不同結構，實際上只有一種經共振混成的低能穩態軌域。舉苯分子结构為例，六個碳之電子為p軌域，經過共振混成，即為一環狀軌域。這解釋了，為何單鍵和雙鍵鍵長不同，在實驗上測量苯環六個鍵長卻都相同。

### 生物大分子结构和功能
1930年代中期，随着加州理工学院加强其在生物学领域的发展，鲍林得以接触一批生物学大师，期间鲍林对他原本没有兴趣的生物大分子结构研究产生了兴趣。鲍林在生物大分子领域最初的工作是对血红蛋白结构的确定，并且通过实验首先证实，在得氧和失氧状态下，血红蛋白的结构是不同的，为了进一步精确测定蛋白质结构，鲍林首先想到他早期从事的X-射线衍射晶体结构测试的方法，他将这种方法引入到蛋白质结构测定中来，并且推导了经衍射图谱计算蛋白质中重原子坐标的公式。至今通过蛋白质结晶，进行X-射线衍射实验仍然是测定蛋白质三级结构的主要方法，人类已知结构的蛋白质大部分是经由这种方法测定获得的。
结合血红蛋白的晶体衍射图谱，鲍林提出蛋白质中的肽链在空间中是呈螺旋形排列的，这就是最早的α螺旋结构模型，有科学史学者认为沃森和克里克提出的DNA双螺旋结构模型就是受到了鲍林的影响，而鲍林之所以没有提出双螺旋，是因为他在1950年代受到美国麦卡锡主义的影响，错过了一次在英国举行的学术会议，没有能够看到一副重要的DNA晶体衍射图谱。
1951年鲍林结合他在血红蛋白进行的实验研究，以及对肽链和肽平面化学结构的理论研究，提出了α螺旋和β折叠是蛋白质二级结构的基本构建单元的理论。这一理论成为當代生物化学基本理论之一，影响深远。
此外，鲍林还提出了酶催化反应的机理、抗原与抗体结构互补性原理以及DNA复制过程中的互补性原理，这些理论在20世纪的生物化学和医学领域都扮演了非常重要的角色。
鮑林曾經提出一個磷酸在內側，含氮鹼基在外側的「DNA三螺旋結構模型」，但是很快的就被指出錯誤。

## 社會理念与政治经历
鮑林自第二次世界大戰前一直不關心政治，但戰爭的後果及他妻子的和平主義價值觀對他日後有了重大影響，而使他成為和平的行動主義者。1946年，他加入由愛因斯坦領導的希望提醒公眾發展核武器的禍害的組織——原子能科學家緊急委員會。
因為參議員約瑟夫·麥卡錫公開倡導反共主義，1950年代美國瀰漫著強烈的反共氣息，政治圈的各層級積極找尋並懲罰被懷疑傾向共產主義者。由於鮑林對於反核及反戰的主張，自然成為當時立法者的質疑對象。1950年鮑林被參議院教育調查委員會（Senate Investigating Committee on Education）要求去作證，鮑林雖然出席但是拒絕配合任何調查，因為他認為此舉已經對他的人權造成迫害。鮑林在多次場合表明自己不是共產黨員，也不認同共產理念。
當時鮑林已是美國政府的問題人物，所以即便當時最有聲望的倫敦皇家學會（Royal Society of London）邀請鮑林出席一項關於蛋白質模型結構的研討會，時間訂為1952年4月28日，也因政治打壓無法取得護照而作罷。一般相信鮑林因為沒有出席這個會議而錯失目睹一項關鍵性的證據，而讓詹姆斯·沃森及同僚佛朗西斯·克里克搶得先機，早一步提出正確的DNA分子結構。另一看法为他本人过度的自信，对当时的竞争对手缺乏关注，消耗过多精力于政治事务上才是错失DNA发现机会的主要原因。X晶体衍射照片实际上影响极有限。

## 医学主张
鮑林提倡使用高剂量的维生素C治疗感冒。
「这还要从1970年前后说起，鲍林在获得了诺贝尔化学奖以及和平奖之后，并没有停下自己的脚步，而是开始探索医学领域。根据自己多年的研究，鲍林在1970年推出了自己的新作《维生素C与普通感冒》。」
補充維生素C，正常量或超高量，對預防一般感冒無影響。
美國癌症協會表示，「儘管有人建議高劑量的維生素 C 來治療癌症，但臨床試驗的現有證據並未顯示出任何好處。」

## 传记
- 大衛·牛頓 (David E. Newton).  [林納·鮑林：诺贝尔化学奖、和平奖双料得主]. 现代科学的创造者 (Makers of Modern Science). 林琳 (譯), 蔡俊逸 (审订), 彭尊圣 (企划, 责任编辑), 李钟桂 (发行人) 第1版. 台北市重庆南路一段六六之一号三楼: Facts on File (原出版社), 幼獅文化事業公司. 1995年 [1994年]. ISBN 957-530-743-7 （中文（臺灣））.
- 馬克斯·德爾布呂克的學生，費雪所著《在費曼之前 :二十世紀的科學簡史》一書，包含二十世紀，愛因斯坦等十三位重要科學家的小傳。其中有德爾布呂克、萊納斯·鮑林等人[6]。

## 外部連結
- 鮑林的其中46本研究筆記本